# Alexis Touably Youlo
Alexis Touably Youlo (Béréblo, Tabou Department, Costa do Marfim, 17 de novembro de 1959) é o bispo católico romano de Agboville.
Youlo estudou no seminário menor de Saint Dominique Savio em Gagnoa, de 1978 a 1981 no seminário "St. Josef von Mukassa” em Yopougon e depois estudou filosofia e teologia católica no seminário maior do Sagrado Coração de Maria em Anya até 1987. Em 8 de agosto de 1987, em Tabou, recebeu o sacramento da Ordem das mãos do Arcebispo de Gagnoa, Noël Kokora-Tekry. Ele completou sua educação em 1995 com uma licenciatura em filosofia em Paris e em 2001 com uma licenciatura em direito canônico em Roma. De 1987 a 1990 foi professor no Seminário Menor Saint Dominique Savio de Gagnoa e até 1992 professor no Seminário de Yopougon.
Depois da criação da diocese de San Pedro em 1989, na qual foi incardinado em 1992, foi o primeiro vigário da catedral e de 1997 a 1999 professor de filosofia no Seminário Menor de St. Peter em Daloa. De 2001 a 2002 foi administrador paroquial da paróquia de St. Andrew em Sassansra, e de 2003 a 2006 vigário geral da diocese.
Em 14 de outubro de 2006, o Papa Bento XVI o nomeou ao primeiro bispo de Agboville. O arcebispo de Gagnoa, Barthélémy Djabla, concedeu-lhe a consagração episcopal em 16 de dezembro de 2006; Os co-consagradores foram Laurent Akran Mandjo, Bispo de Yopougon, Costa do Marfim, e Boniface Nyema Dalieh. Bispo de Cape Palmas, Libéria.